# Рождество Богородично (Осоговски манастир)
„Рождество на Пресвета Богородица“ (на македонска литературна норма: „Рождество на Пресвета Богородица“) е средновековна православна църква в Осоговския манастир, община Крива паланка, Северна Македония.
Църквата е по-малката от двете църкви на Осоговския манастир, част от Кривопаланското архиерейско наместничество на Кумановско-Осоговската епархия на Македонската православна църква – Охридска архиепископия.
Църквата е градена в XIV век по времето на крал Стефан II Милутин върху основи на по-стара църква от XI или XII век. Обновена е в края на XVI - първата половина на XVII век. Представлява кръстообразна еднокуполна църква с притвор, полукръгли сводове, осемстенен купол над централната част, пом-малък купол над притвора и тристранна апсида отвън. Градежът е в типичния византийски стил с два реда тухли и един ред камък в хоризонтални редове с дебел слой хоросан между тях. От най-старите стенописи са запазени само фрагменти от орнаментика на северната стена в олтара. Иконостасът пази две забележителни икони, зографисвани вероятно от Христо Димитров, основоположника на Самоковската иконописна школа. В църквата има извор със смятана за света и лековита вода.